# والتون، کامبریا
والتون (به انگلیسی: Walton) یک روستا و محله مدنی در بریتانیا است که در کارلایل واقع شده‌است. والتون ۲۷۷ نفر جمعیت دارد.